# ۶۴۱ (قمری)
۶۴۱ (قمری)، ششصد و چهل و یکمین سال در گاهشماری هجری قمری است. اول محرم این سال برابر با بیستم ژوئن سال ۱۲۴۳ میلادی است.